# Gibbeting

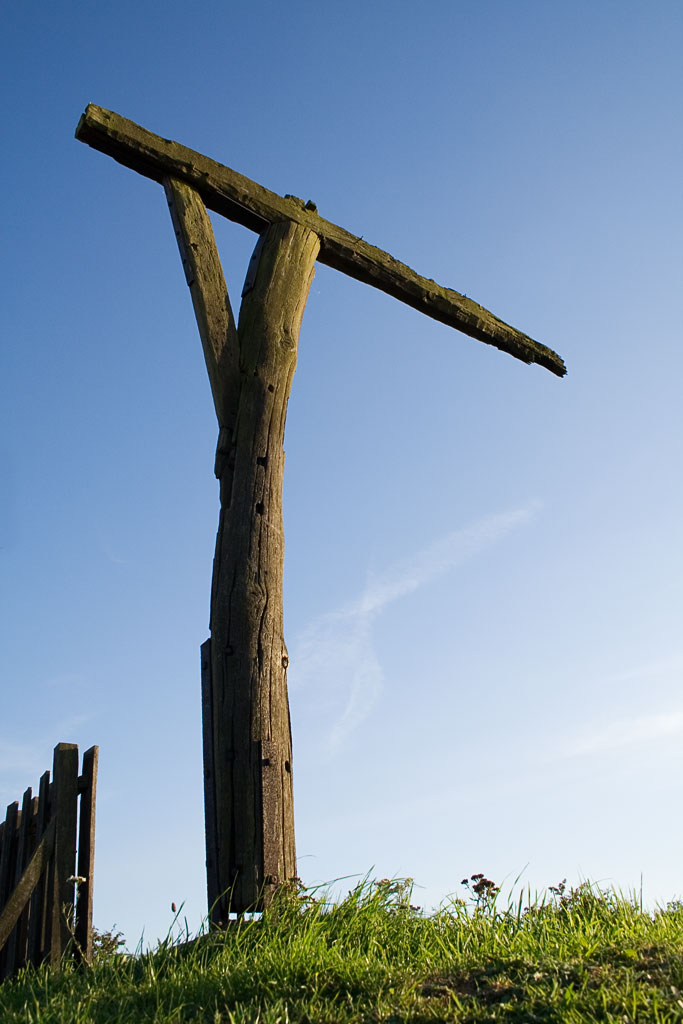
Rekonstruktion des galgenähnlichen gibbet bei Caxton Gibbet in Cambridgeshire, England

Beim gibbeting handelt es sich um das Aufhängen an einer galgenartigen Konstruktion, um tote oder sterbende Kriminelle zur Abschreckung anderer potentieller Krimineller öffentlich zur Schau zu stellen. Gelegentlich wurde der gibbet (/ˈdʒɪbɪt/) auch zur öffentlichen Hinrichtung verwendet, wobei der Verbrecher dem Tod durch Aussetzung, Durst und/oder Hunger überlassen wurde. Die Praxis, einen Verbrecher an einem gibbet zur Schau zu stellen, wird auch als „in Ketten hängen“ bezeichnet.